# ワタシ2.1
『ワタシ2.1』は、2007年9月25日24時35分から25時50分に関西テレビで放送された単発オムニバスドラマ。

## 出演者
- 莉奈：井上和香
- 美月：磯山さやか
- 貴子：伊藤裕子
- 眞子：優木まおみ
- ストーリーテラー：高樹千佳子

## スタッフ
- プロデューサー：重松圭一、河西秀幸（関西テレビ）、松本朋丈、岩本勤（コクーン）
- 監督：上野コオイチ（コクーン）、白木啓一郎、内田準也
- 脚本：大久保智巳
- 編成：柴沼剛
- 宣伝：梅垣陽介
- 営業：宮木修司、八木孝子